# Hardin County (Texas)
Hardin County je okres ve státě Texas v USA. K roku 2010 v tomto okresu žilo 54 635 obyvatel. Jeho správním městem je Kountze. Celková rozloha okresu činí 2 323 km².